# TVE Internacional
«TVE Internacional» (Тэ́-у́вэ-э́ интэрнасиона́ль) — испанский международный общественный телеканал. Входит в RTVE.

## История
Вещание началось в 1989 году. «TVE Internacional» был первым международным телеканалом Испании.

## Передачи
Программная политика — универсальная (для широкой аудитории). Программная сетка «TVE Internacional» представляет собой выборку передач других телеканалов, принадлежащих TVE.

## Вещание
Вещание ведётся на испанском языке. Доступен канал на спутнике и в кабельных сетях в 211 странах мира.

## Аудитория
Потенциальная аудитория канала — 450 миллионов человек на пяти континентах.